# Lista de deputados estaduais do Rio Grande do Sul da 52.ª legislatura
Esta é uma lista de deputados estaduais do Rio Grande do Sul. São relacionados o nome civil dos parlamentares que assumiram o cargo em 1 de fevereiro de 2007, mandato que expirou em 1 de fevereiro de 2011.

## Composição das bancadas
| Partido | Líder                   | Bancada | Posição      |
| ------- | ----------------------- | ------- | ------------ |
| PT      | Raul Pont               | 10 / 55 | Oposição     |
| PP      | Jerônimo Goergen        | 9 / 55  | Governo      |
| PMDB    | Nélson Härter           | 9 / 55  | Oposição     |
| PDT     | Adroaldo Loureiro       | 7 / 55  | Oposição     |
| PTB     | Luís Augusto Lara       | 5 / 55  | Independente |
| PSDB    | Nelson Marchezan Júnior | 5 / 55  | Governo      |
| PPS     | Paulo Odone             | 4 / 55  | Governo      |
| PFL     | José Sperotto           | 3 / 55  | Governo      |
| PSB     | Miki Breier             | 2 / 55  | Oposição     |
| PCdoB   | Raul Carrion            | 1 / 55  | Oposição     |

Considere-se a possibilidade de os deputados listados estarem no exercício do mandato na qualidade de "suplentes", por licença do titular.

## Deputados eleitos e votação
| Número | Deputado             | Partido | Votação | Percentual | Cidade onde nasceu   | Unidade federativa |
| ------ | -------------------- | ------- | ------- | ---------- | -------------------- | ------------------ |
| 25000  | Paulo Borges         | PFL     | 113.151 | 1,89%      | Porto Alegre         | Rio Grande do Sul  |
| 23023  | Paulo Odone          | PPS     | 83.680  | 1,40%      | Porto Alegre         | Rio Grande do Sul  |
| 13400  | Raul Pont            | PT      | 73.286  | 1,22%      | Uruguaiana           | Rio Grande do Sul  |
| 11122  | Frederico Antunes    | PP      | 72.721  | 1,22%      | Uruguaiana           | Rio Grande do Sul  |
| 11411  | Jerônimo Goergen     | PP      | 69.550  | 1,16%      | Palmeira das Missões | Rio Grande do Sul  |
| 14789  | Luís Augusto Lara    | PTB     | 68.964  | 1,15%      | Bagé                 | Rio Grande do Sul  |
| 23300  | Carlos Gomes         | PPS     | 66.454  | 1,11%      | Saúde                | Bahia              |
| 11111  | Silvana Covatti      | PP      | 65.547  | 1,10%      | Frederico Westphalen | Rio Grande do Sul  |
| 12125  | Giovani Cherini      | PDT     | 64.523  | 1,08%      | Soledade             | Rio Grande do Sul  |
| 15000  | Alceu Moreira        | PMDB    | 61.153  | 1,02%      | Osório               | Rio Grande do Sul  |
| 13010  | Daniel Bordignon     | PT      | 59.712  | 1,00%      | Nova Prata           | Rio Grande do Sul  |
| 40125  | Heitor Schuch        | PSB     | 59.397  | 0,99%      | Santa Cruz do Sul    | Rio Grande do Sul  |
| 13113  | Stela Farias         | PT      | 55.229  | 0,92%      | Ibirubá              | Rio Grande do Sul  |
| 14191  | Iradir Pietroski[a]  | PTB     | 54.884  | 0,92%      | Itatiba do Sul       | Rio Grande do Sul  |
| 13123  | Marisa Formolo       | PT      | 54.496  | 0,91%      | Caxias do Sul        | Rio Grande do Sul  |
| 15640  | Luiz Fernando Záchia | PMDB    | 53.972  | 0,90%      | Porto Alegre         | Rio Grande do Sul  |
| 11112  | João Fischer         | PP      | 53.654  | 0,90%      | Taquara              | Rio Grande do Sul  |
| 13655  | Dionilso Marcon      | PT      | 53.154  | 0,89%      | Ronda Alta           | Rio Grande do Sul  |
| 15234  | Marco Alba           | PMDB    | 52.147  | 0,87%      | Porto Alegre         | Rio Grande do Sul  |
| 11444  | Marco Peixoto        | PP      | 51.411  | 0,86%      | Santiago             | Rio Grande do Sul  |
| 11222  | Francisco Appio      | PP      | 49.584  | 0,83%      | Lagoa Vermelha       | Rio Grande do Sul  |
| 15500  | Márcio Biolchi       | PMDB    | 49.268  | 0,82%      | Carazinho            | Rio Grande do Sul  |
| 12345  | Kalil Sehbe          | PDT     | 47.438  | 0,79%      | Caxias do Sul        | Rio Grande do Sul  |
| 45451  | Nelson Marchezan Jr  | PSDB    | 45.604  | 0,76%      | Porto Alegre         | Rio Grande do Sul  |
| 15150  | Alexandre Postal     | PMDB    | 44.816  | 0,75%      | Guaporé              | Rio Grande do Sul  |
| 11233  | Pedro Westphalen     | PP      | 44.079  | 0,74%      | Cruz Alta            | Rio Grande do Sul  |
| 15200  | Edson Brum           | PMDB    | 43.917  | 0,73%      | Rio Pardo            | Rio Grande do Sul  |
| 13120  | Elvino Bohn Gass     | PT      | 43.770  | 0,73%      | Santo Cristo         | Rio Grande do Sul  |
| 12412  | Adroaldo Loureiro    | PDT     | 43.702  | 0,73%      | Santo Ângelo         | Rio Grande do Sul  |
| 14112  | Kelly Moraes         | PTB     | 43.316  | 0,72%      | São Leopoldo         | Rio Grande do Sul  |
| 11013  | Mano Changes         | PP      | 42.671  | 0,71%      | Porto Alegre         | Rio Grande do Sul  |
| 11240  | Adolfo Brito         | PP      | 41.898  | 0,70%      | Sobradinho           | Rio Grande do Sul  |
| 65123  | Raul Carrion         | PCdoB   | 41.549  | 0,69%      | Porto Alegre         | Rio Grande do Sul  |
| 14200  | Aloísio Classmann    | PTB     | 40.668  | 0,68%      | Campo Novo           | Rio Grande do Sul  |
| 12312  | Gerson Burmann       | PDT     | 40.050  | 0,67%      | Ijuí                 | Rio Grande do Sul  |
| 45123  | Adilson Troca        | PSDB    | 39.292  | 0,66%      | Rio Grande           | Rio Grande do Sul  |
| 13607  | Fabiano Pereira      | PT      | 38.900  | 0,65%      | Santa Maria          | Rio Grande do Sul  |
| 25125  | José Sperotto[b]     | PFL     | 37.904  | 0,63%      | Guaíba               | Rio Grande do Sul  |
| 15160  | Gilberto Capoani     | PMDB    | 36.769  | 0,61%      | Sertão               | Rio Grande do Sul  |
| 13240  | Ivar Pavan           | PT      | 36.720  | 0,61%      | Aratiba              | Rio Grande do Sul  |
| 15215  | Alberto Oliveira     | PMDB    | 36.516  | 0,61%      | Ceres                | Goiás              |
| 13413  | Ronaldo Zülke        | PT      | 35.844  | 0,60%      | São Leopoldo         | Rio Grande do Sul  |
| 15602  | Nélson Härter        | PMDB    | 35.747  | 0,60%      | Pelotas              | Rio Grande do Sul  |
| 45122  | Paulo Brum           | PSDB    | 35.478  | 0,59%      | Fontoura Xavier      | Rio Grande do Sul  |
| 12612  | Rossano Gonçalves    | PDT     | 33.809  | 0,57%      | São Gabriel          | Rio Grande do Sul  |
| 13013  | Adão Villaverde      | PT      | 31.460  | 0,53%      | Alegrete             | Rio Grande do Sul  |
| 12244  | Paulo Azeredo        | PDT     | 31.158  | 0,52%      | Montenegro           | Rio Grande do Sul  |
| 23200  | Luciano Azevedo      | PPS     | 30.929  | 0,52%      | Passo Fundo          | Rio Grande do Sul  |
| 25678  | Marquinho Lang       | PFL     | 30.620  | 0,51%      | Porto Alegre         | Rio Grande do Sul  |
| 45600  | Pedro Ozório Pereira | PSDB    | 28.733  | 0,48%      | Canguçu              | Rio Grande do Sul  |
| 12333  | Gilmar Sossella      | PDT     | 26.535  | 0,44%      | Tapejara             | Rio Grande do Sul  |
| 23123  | Berfran Rosado       | PPS     | 25.141  | 0,42%      | Rosário do Sul       | Rio Grande do Sul  |
| 45345  | Zilá Breitenbach     | PSDB    | 25.106  | 0,42%      | Três de Maio         | Rio Grande do Sul  |
| 14620  | Cassiá Carpes        | PTB     | 23.430  | 0,39%      | São Borja            | Rio Grande do Sul  |
| 40400  | Miki Breier          | PSB     | 21.823  | 0,36%      | Cachoeirinha         | Rio Grande do Sul  |

Notas
[a] ^  Iradir Pietroski abriu mão da cadeira para assumir cargo de conselheiro do Tribunal de Contas do Estado (TCE); quem entrou em seu lugar foi Nedy Vargas (PMDB); mas Nedy Vargas, depois de um período exercendo o mandato parlamentar renunciou e quem assumiu efetivamente a cadeira foi João Scopel (PTB).
[b] ^  Francisco Pinho assumiu efetivamente a vaga de José Sperotto que teve seu mandato suspenso.